# M/S Skogøy
M/S Skogøy är ett norskt veteranfartyg som ursprungligen byggdes för trafik på Ofoten i Nordnorge med Narvik som hemmahamn. Efter att ha gått i linjetrafik åren 1953-1983 såldes fartyget till Sverige och fick Göteborg som hemmahamn. Efter att ha sålts i flera led lades båten i Tappströms kanal mellan Lovön och Ekerö i Mälaren innanför Stockholm. Efter obefintlig skötsel kantrade fartyget men bärgades och transporterades tillbaka till Norge för renovering av föreningen Skogøys vänner. 

## Historik
M/S Skogøy var ett av många nya fartyg som skulle trafikera fasta rutter i Nordnorge och ersätta de slitna fartygen från andra världskriget. Fartyget byggdes 1953 av Drammen Slip & Verkstad i Drammen, Norge. Fartyget var godkänd för 150 passagerare i kustfart och 300 passagerare för resor inomskärs. Hon var byggd för rutten Narvik - Vesterålen - Narvik (även kallad "Vesterålsruten" eller "Hinnøy rundt") och sattes i trafik den 17 juli 1953. 1959 seglade hon även på Hurtigruten.

## Nya ägare
I mars 1983 trafikerade M/S Skogøy för sista gången på rutten Narvik - Lødingen - Svolvær. Samma månad såldes hon till en svensk ägare i Göteborg, som döpte om henne till Seaside. Med Göteborg som hemmahamn skulle hon fungera som kryssnings- och sightseeingfartyg. Därefter följde flera nya ägare och mellan åren 1987 och 2000. 1988 bar hon under en kort period namnet Paddan av Göteborg. 1989 reparerades hon på Gotenius varv i Göteborg och ytterligare 2000 en gång. I september 2000 såldes hon till en privatperson i Bromma som lät bogsera henne till Tappströmskanalen på Ekerö där hon blev liggande utan underhåll. 
Skanska som ägde det intilliggande markområdet försökte få bort fartyget i flera år. I juni 2009 genomförde Kronofogdemyndigheten en så kallad förrättning som innebar att om ägaren inte hämtat eller fraktat bort fartyget inom tre månader så skulle det säljas eller skrotas. Eftersom inget hände från ägarens sida fick Kronofogdemyndigheten ansvaret för fartyget.
I september 2009 kantrade Seaside och blev liggande på sida i kanalen. I augusti 2010 anlände en delegation från Skogøys vänner i Narvik med målet att hämta fartyget tillbaka till Norge och rusta upp henne. Kostnad för bärgning och restaurering beräknades gå på minst 20 miljoner norska kronor vilket föreningen inte kunde finansiera. 
Fartyget läckte olja och utgjorde ett hot mot Östra Mälarens vattenskyddsområde och på uppdrag av Kronofogdemyndigheten genomfördes en bärgning i november 2011. 

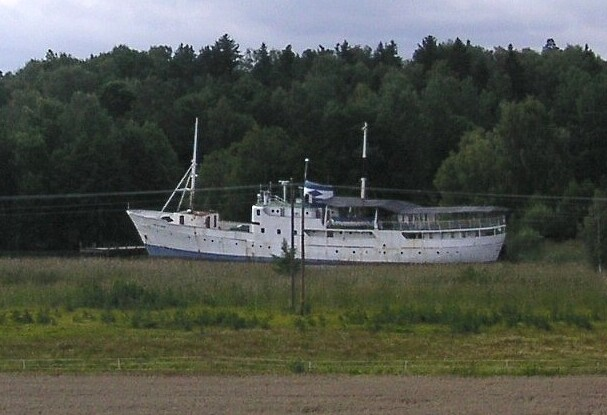
M/S Seaside upprätt i Tappström, 16 augusti 2008.
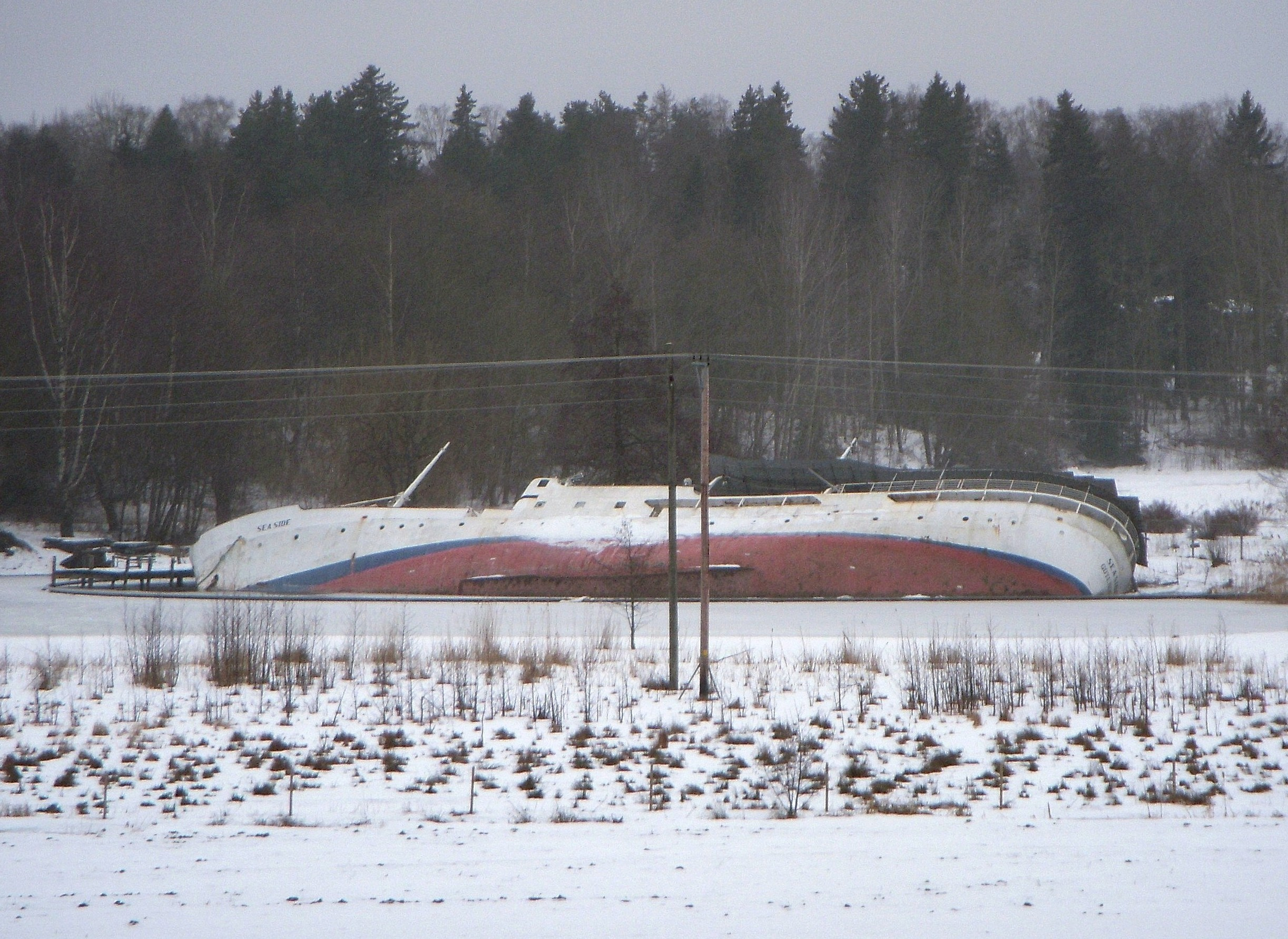
M/S Seaside på vintern, 20 januari 2011.
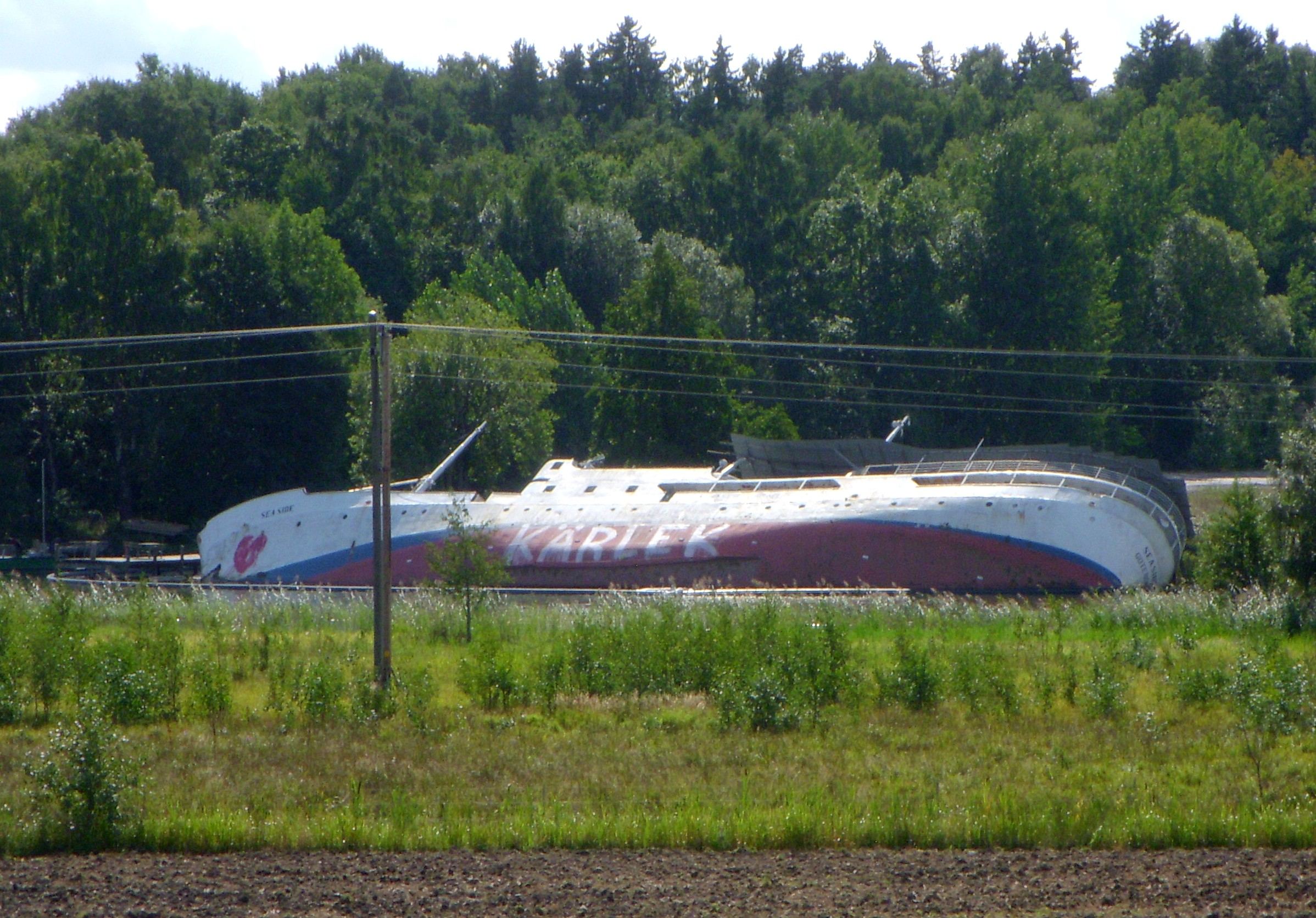
M/S Seaside på sommaren, 19 augusti 2011.
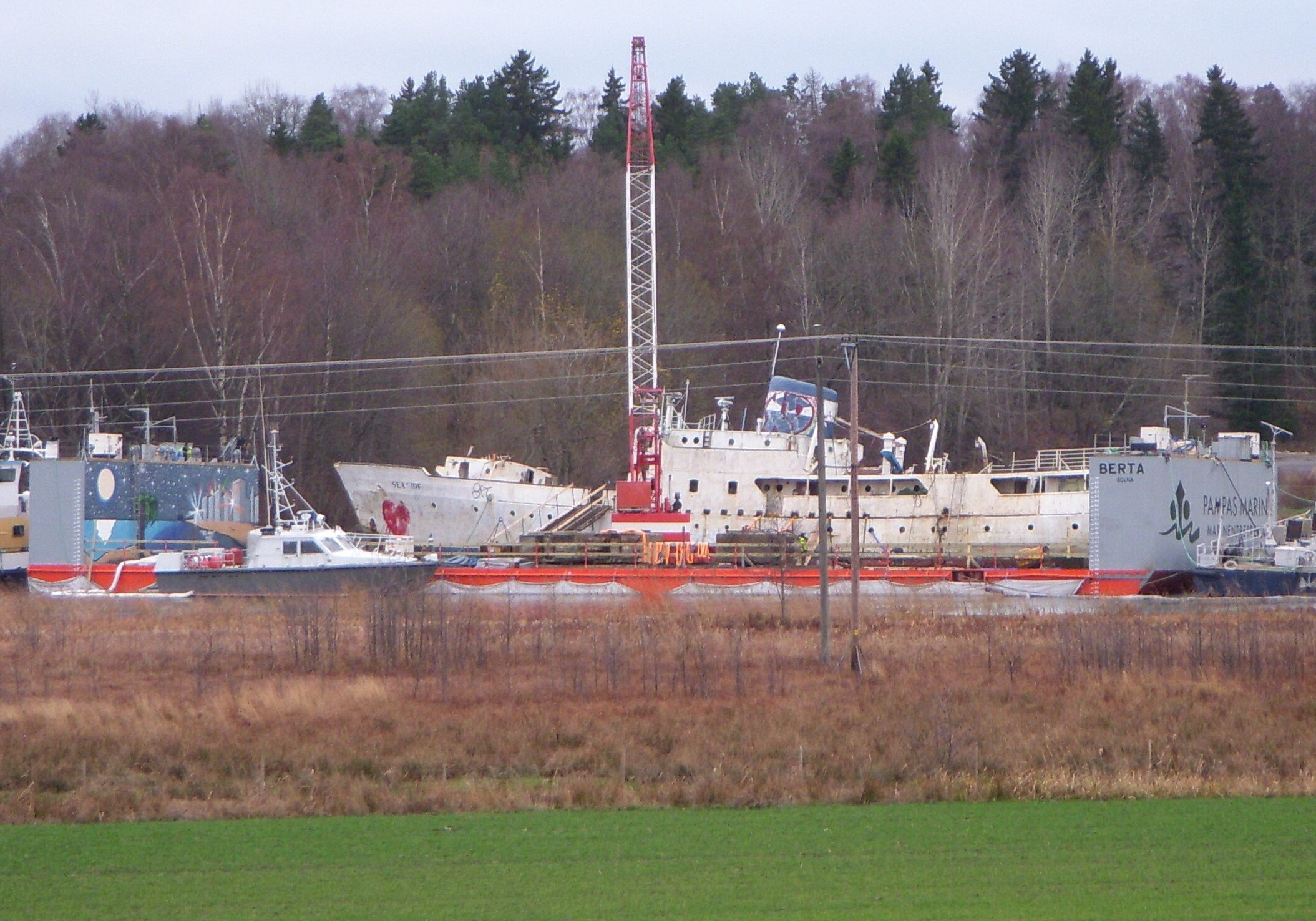
Nästan på egen köl igen, 21 november 2011.

Efter säkring av vattenområdet med länsar och länspumpning bogserades M/S Seaside den 29 november 2011 till Beckholmens Östra torrdockan där hon provisorisk repareras för att klara en längre bogsering till upphuggningen i Fredrikshamn i Danmark. 
Skogøys vänner lyckades dock säkerställa tillräckliga medel och förvärvade fartyget. 14 december avgick Seaside från Stockholm mot Norge där hon skall restaureras. Seaside gick på släp bakom M/S Hans Oskar. I februari 2012 återkom Seaside/Skogøy till en av sina forna hemmahamnar i Tjeldebotn. Då ett annat fartyg redan hade namnet Skogøy registrerades hon som Gamle Skogøy. 2017 avregistrerades den andra båten ur det norska fartygsregistret så M/S Skogøy kunde registeras under sitt ursprungliga namn igen. Renovering pågår fortlöpande av fartyget som målats om i Ofotens Dampskibsselskab gamla färger.

## Bilder
Fartyget M/S Seaside i Tappströmskanalen nedanför Ekerö centrum den 25 januari 2011.

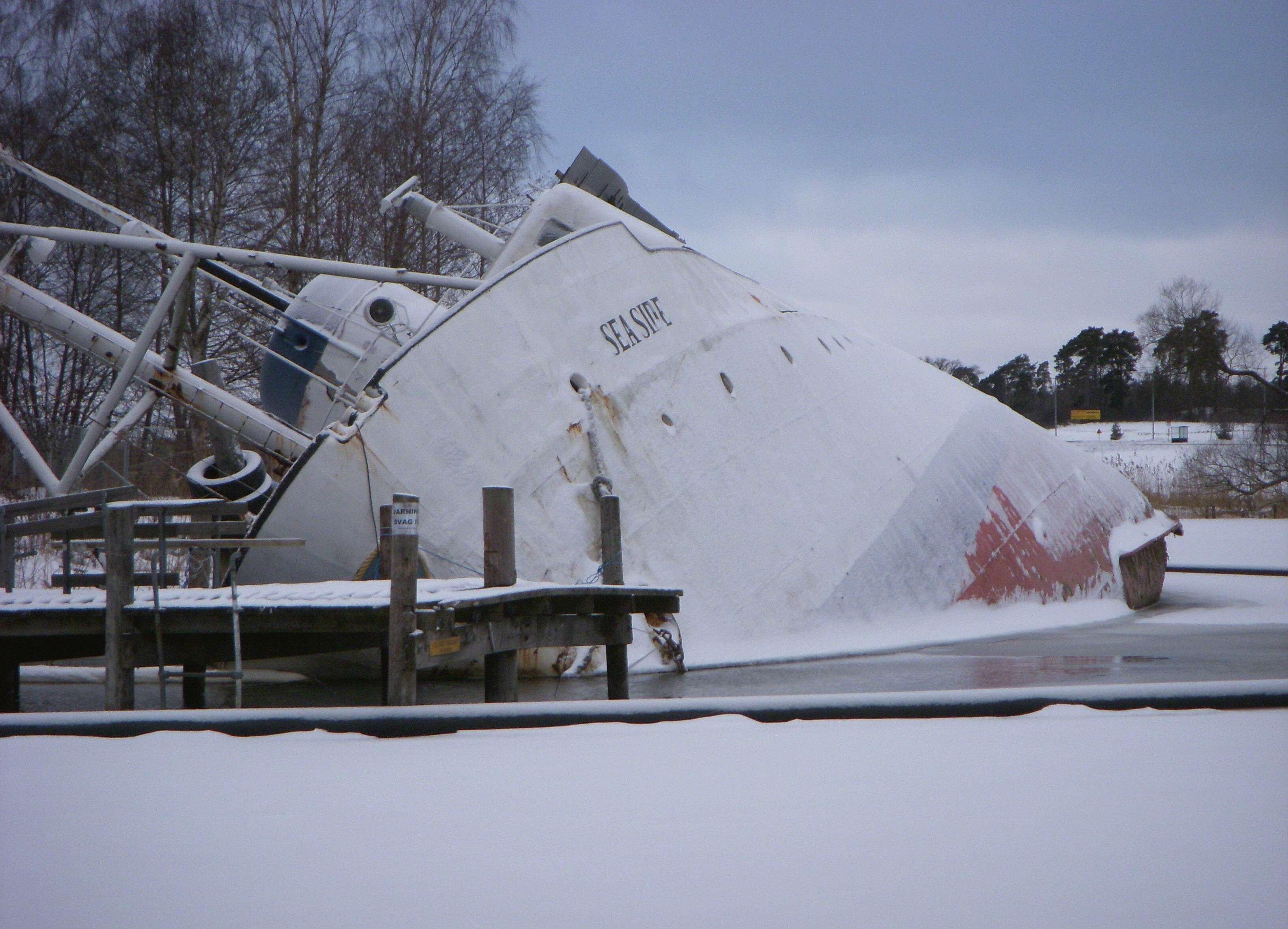
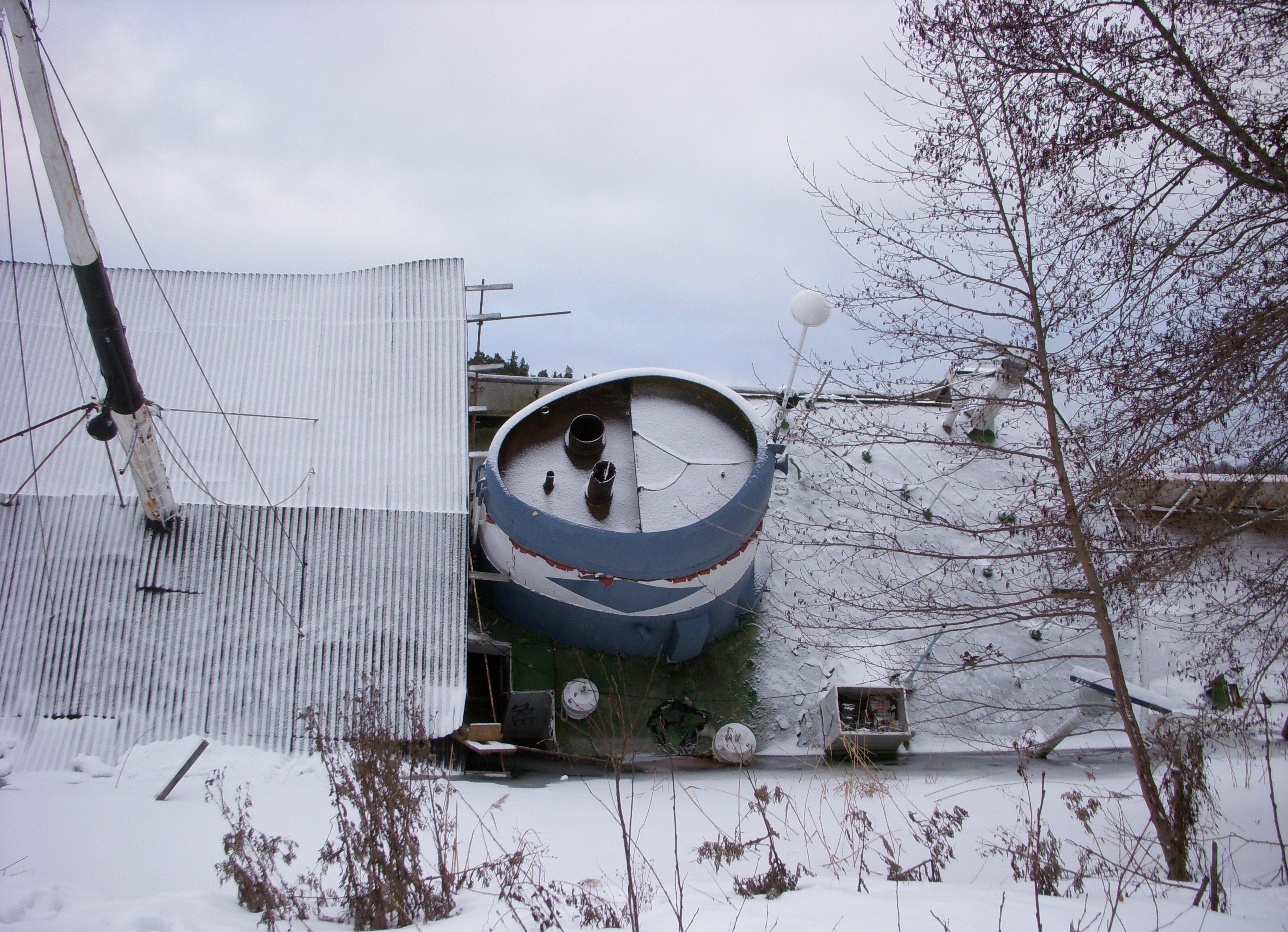
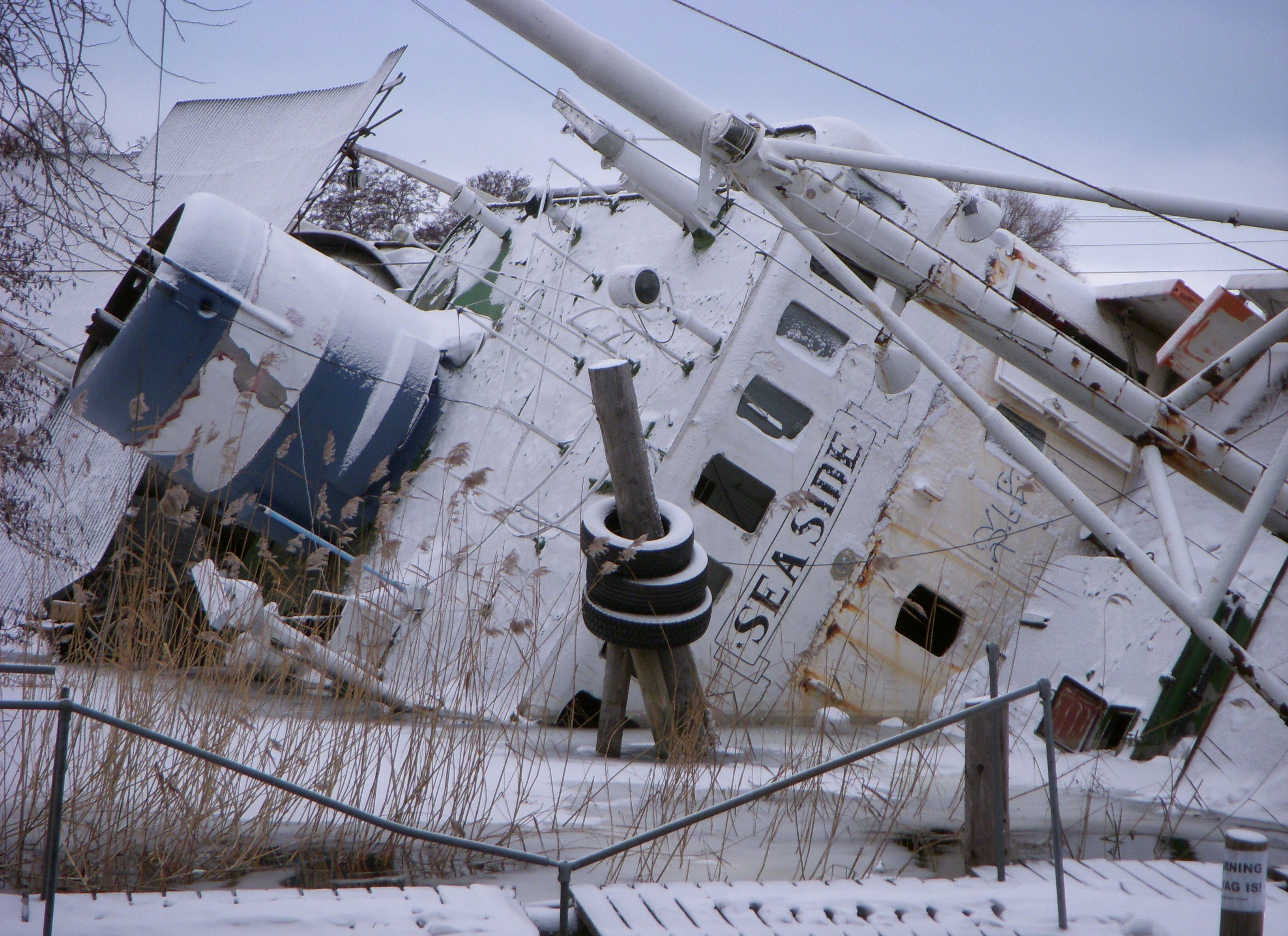
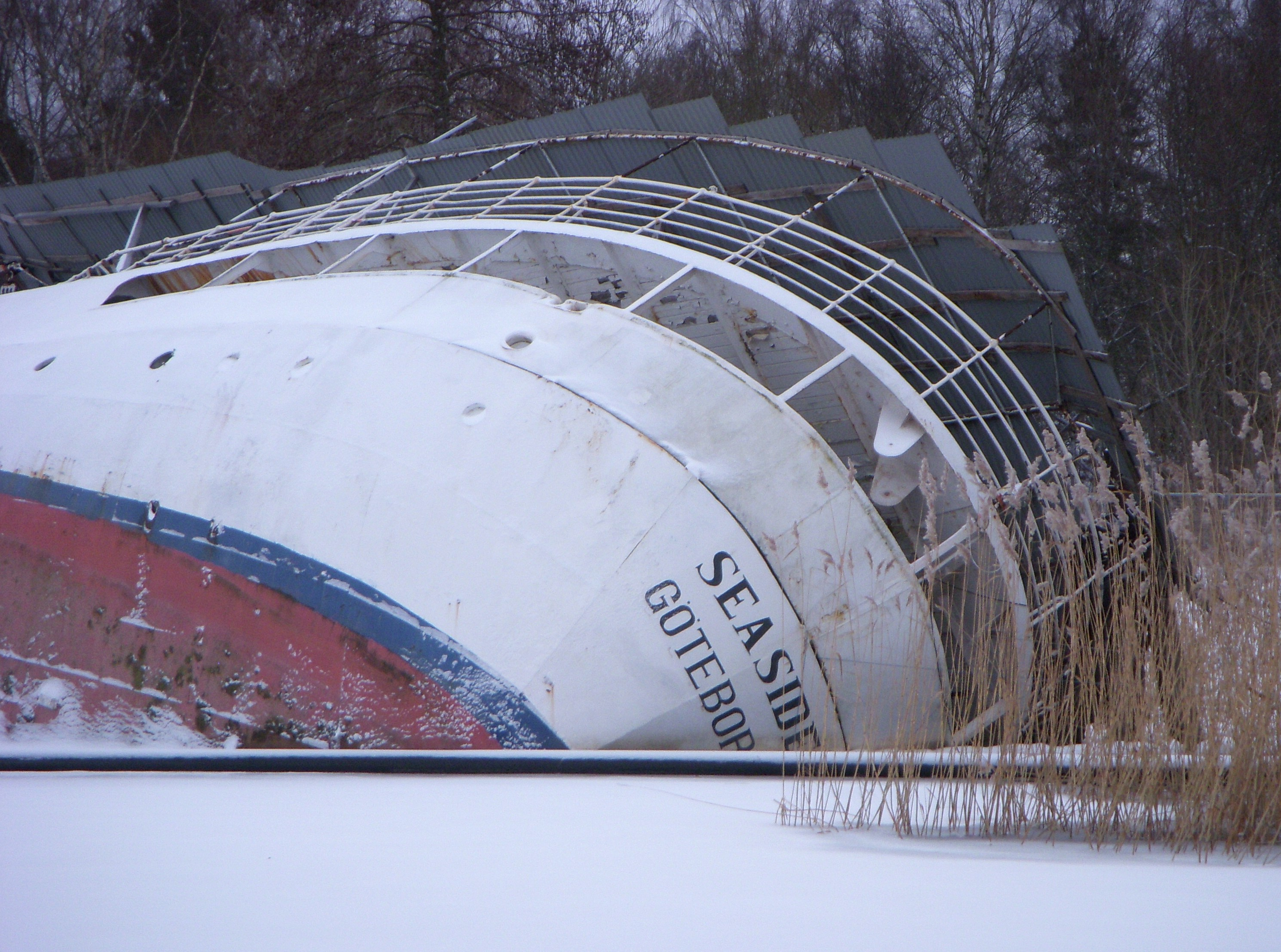

Bärgningen av M/S Seaside i november 2011.

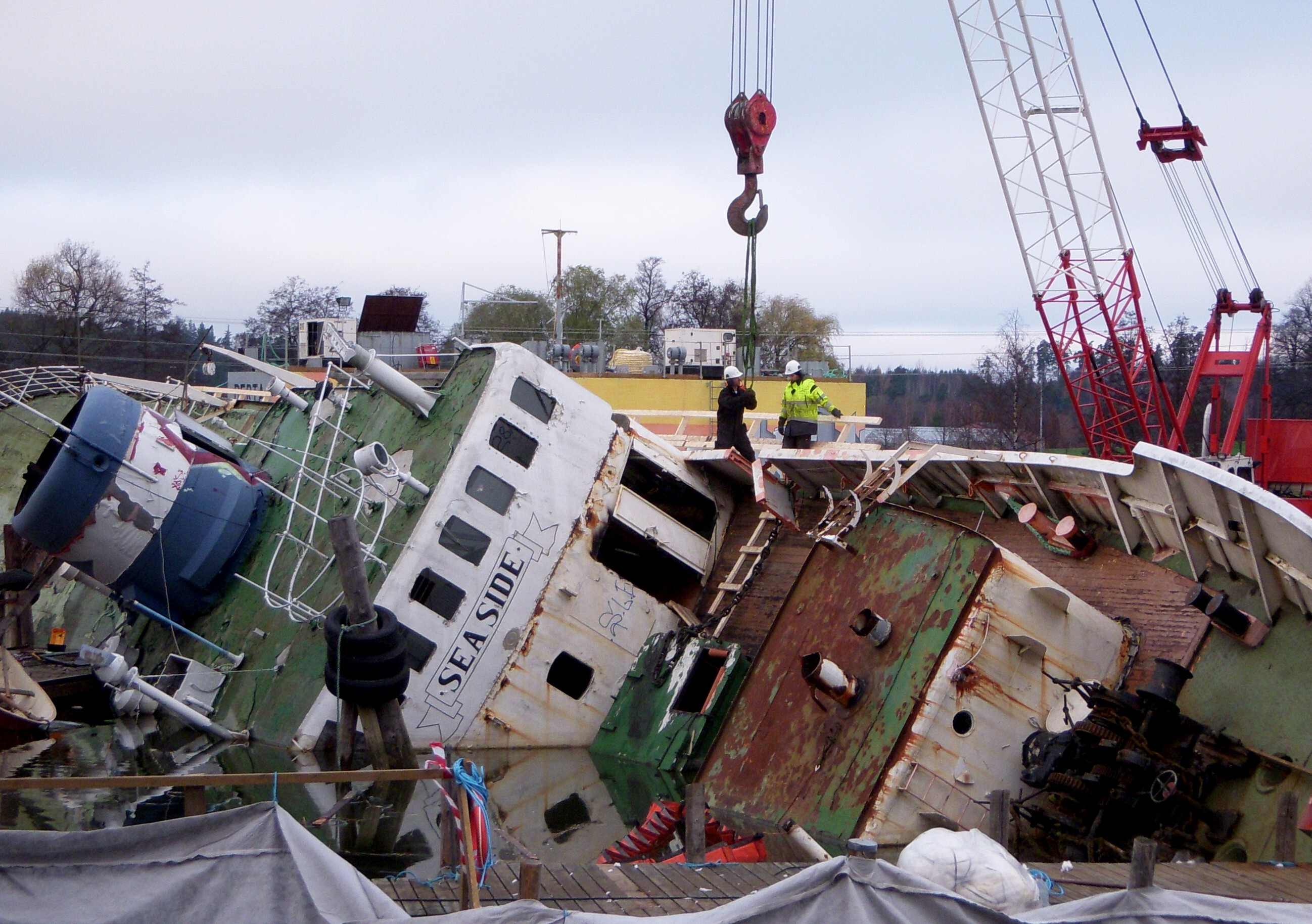
2011-11-11
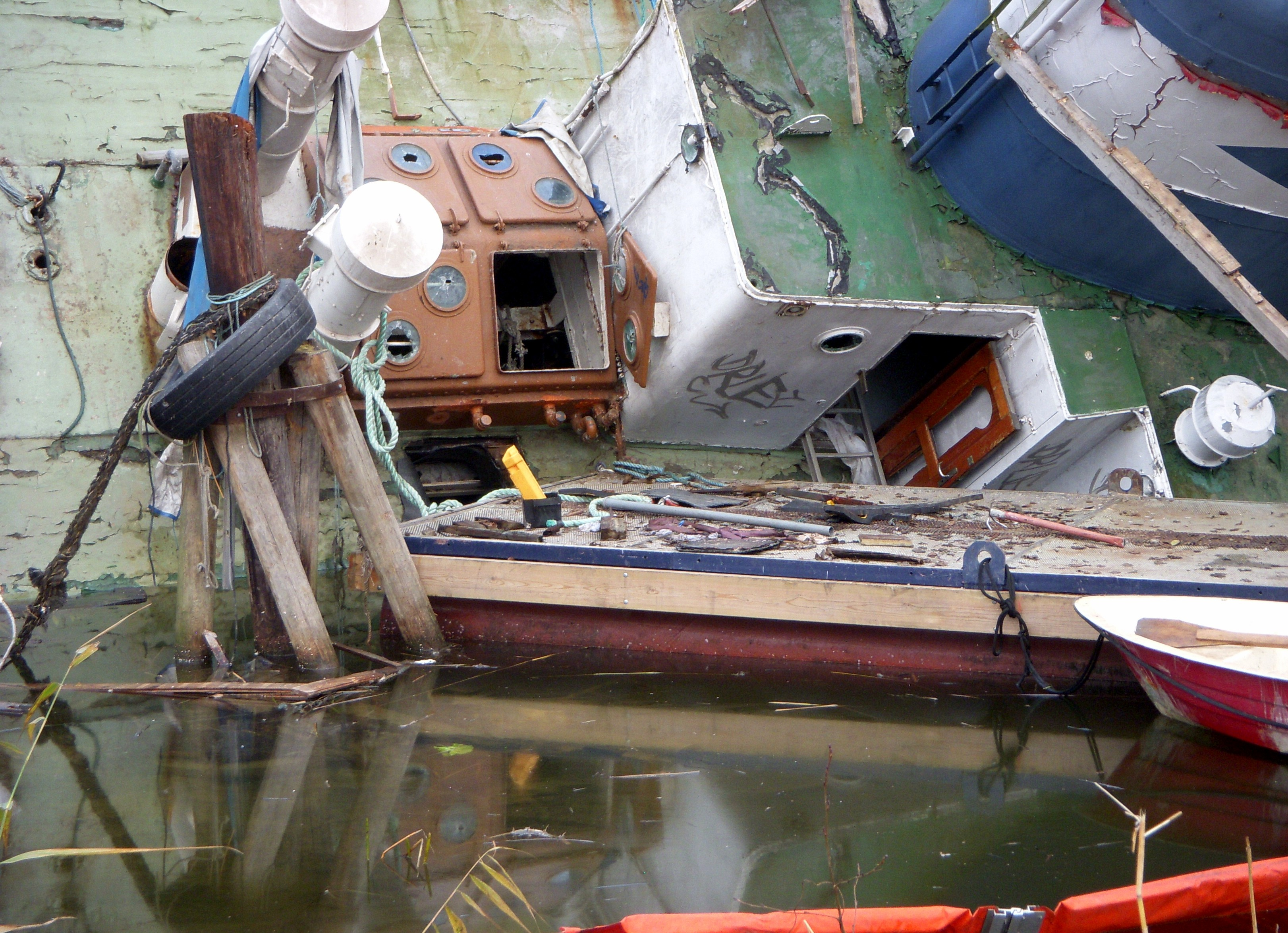
2011-11-11
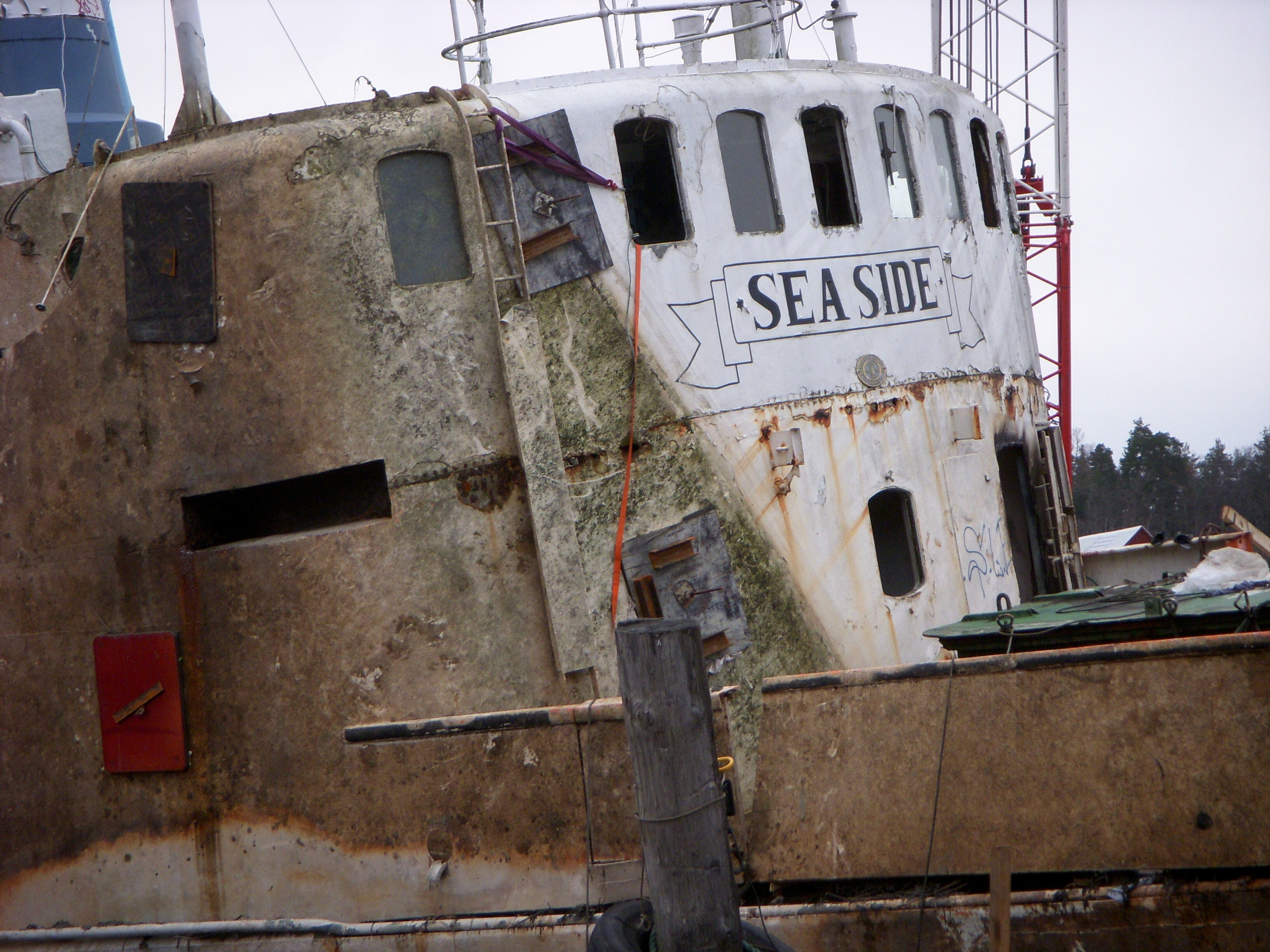
2011-11-21
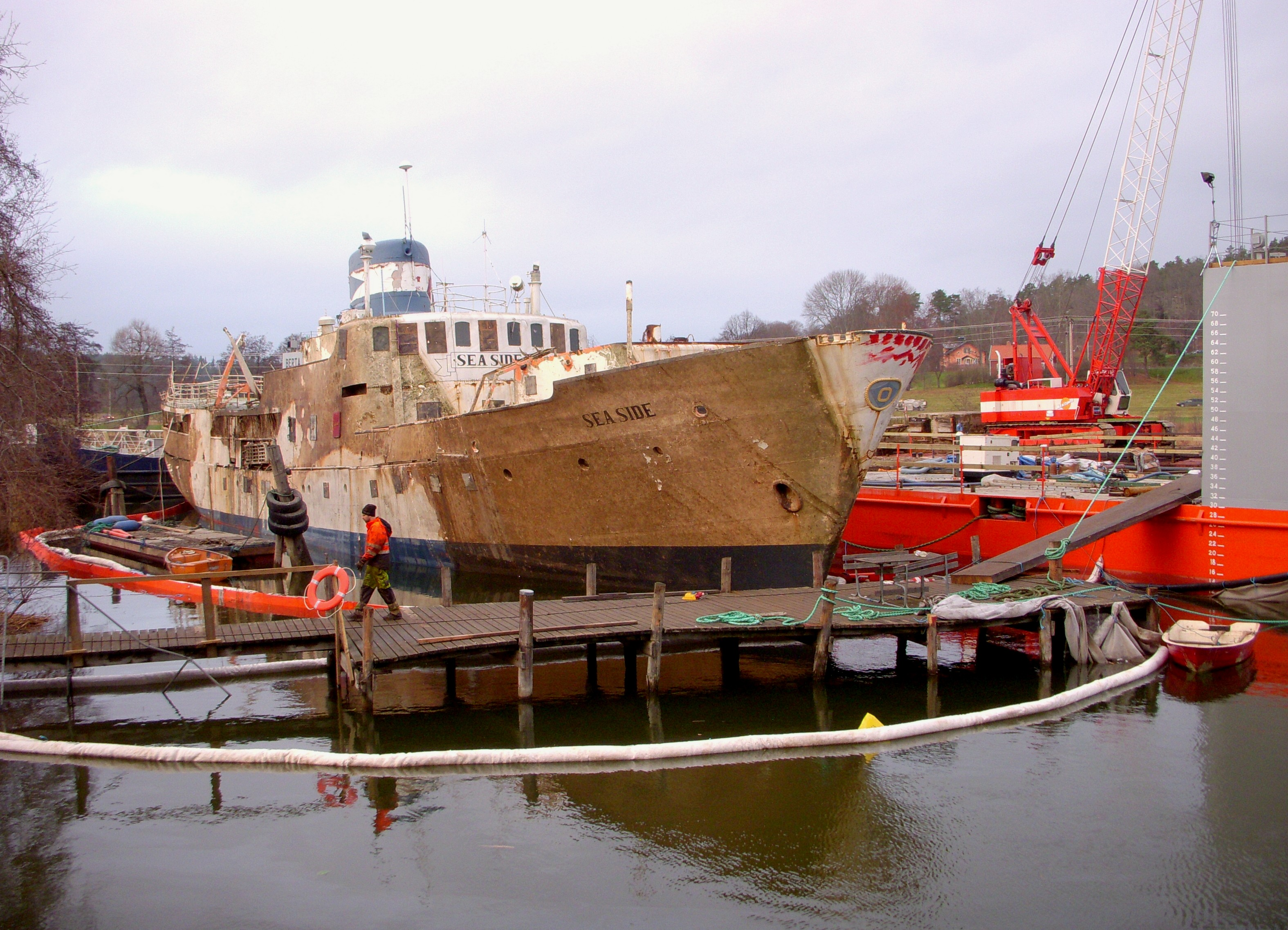
2011-11-25

M/S Seaside i Östra torrdockan på Beckholmen, november/december 2011.

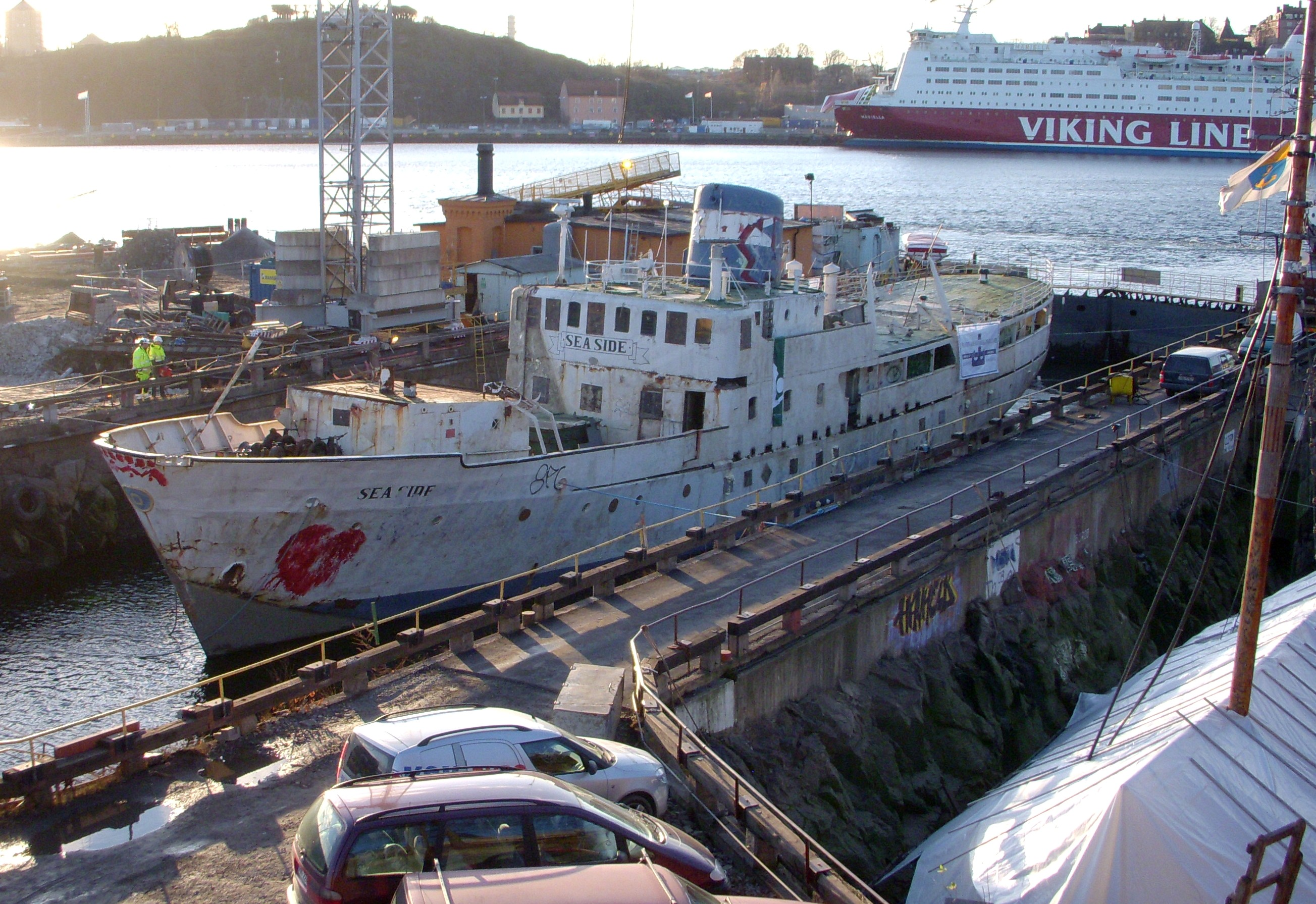
2011-11-30
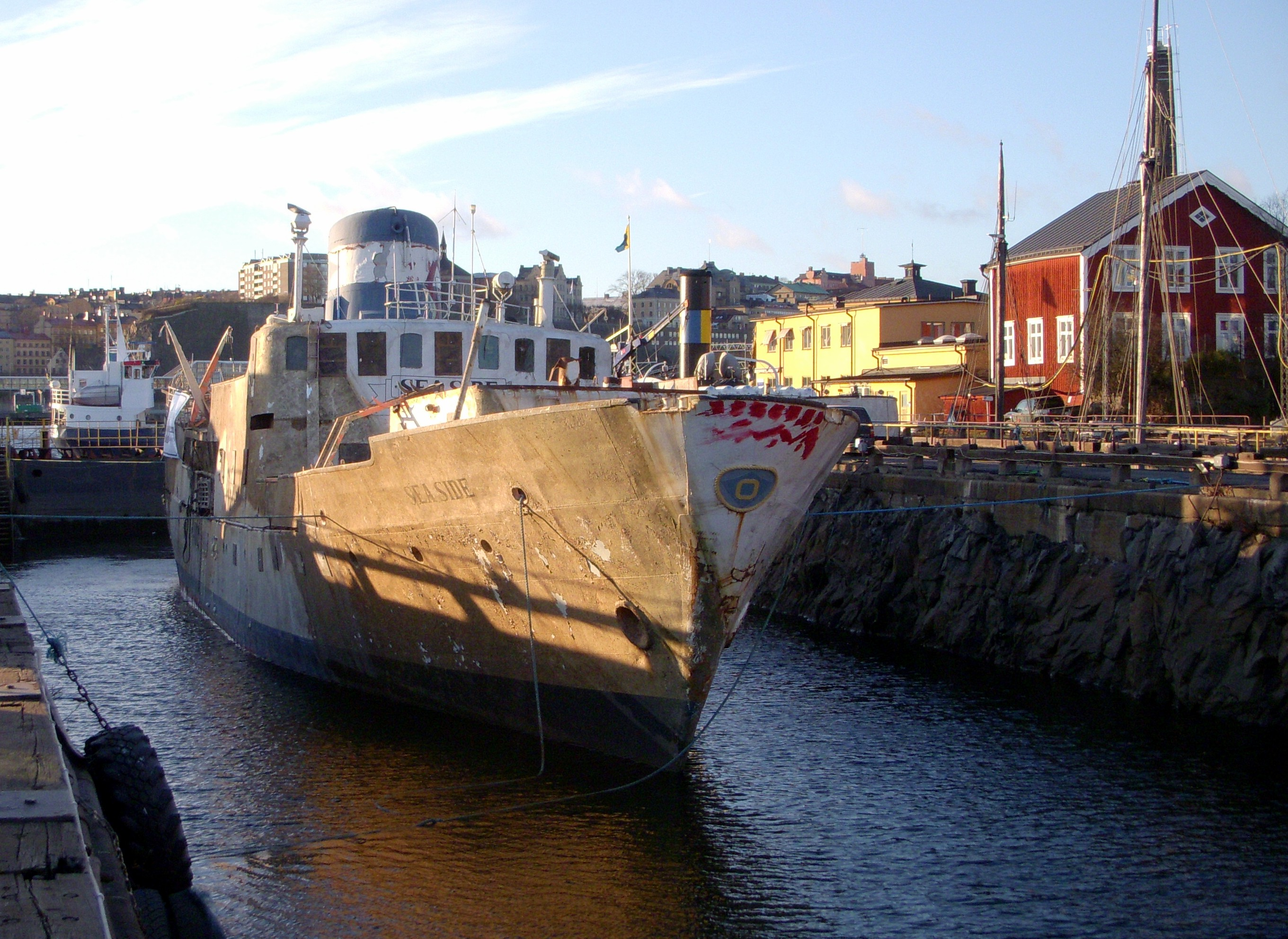
2011-11-30
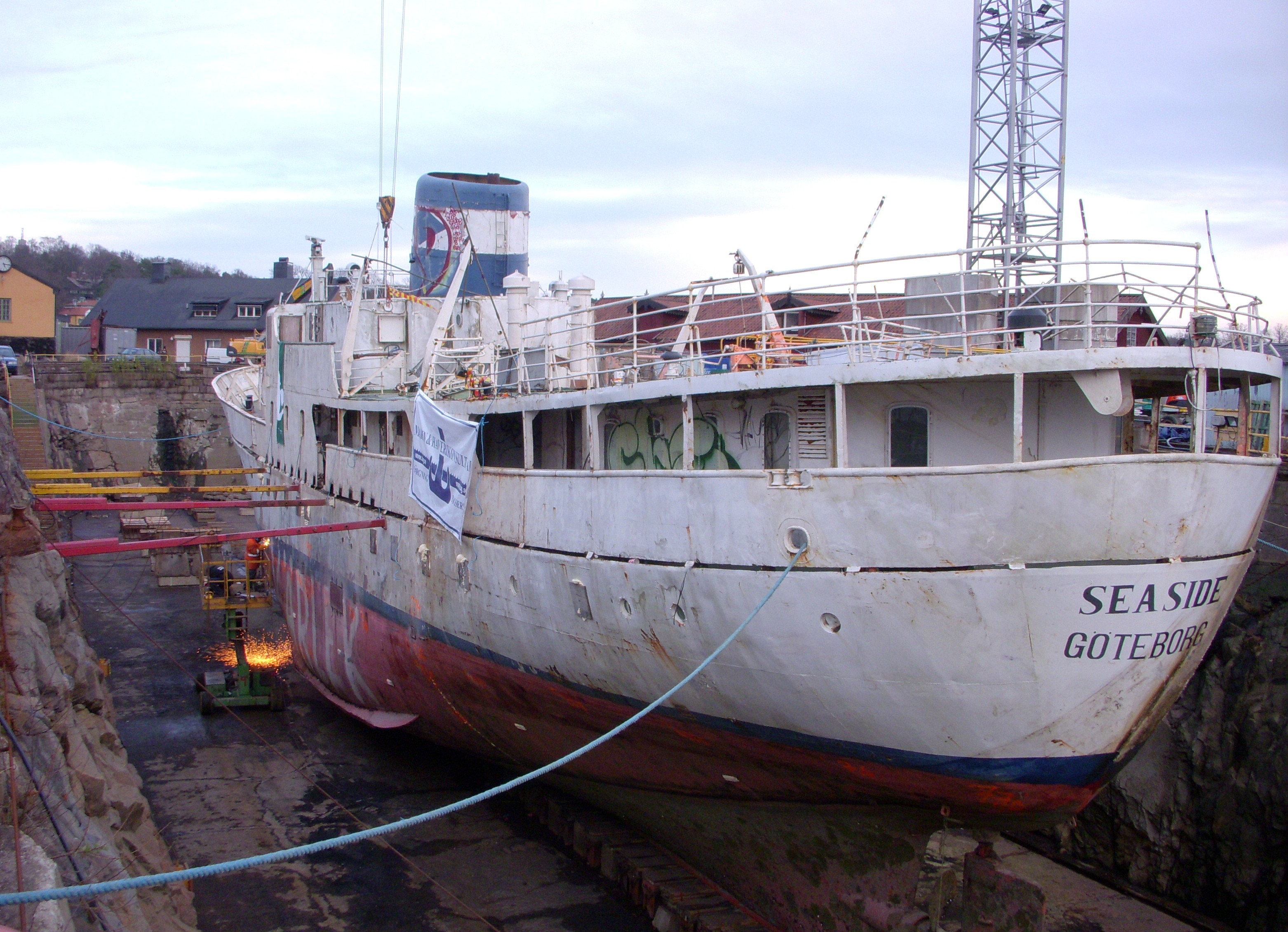
2011-12-06
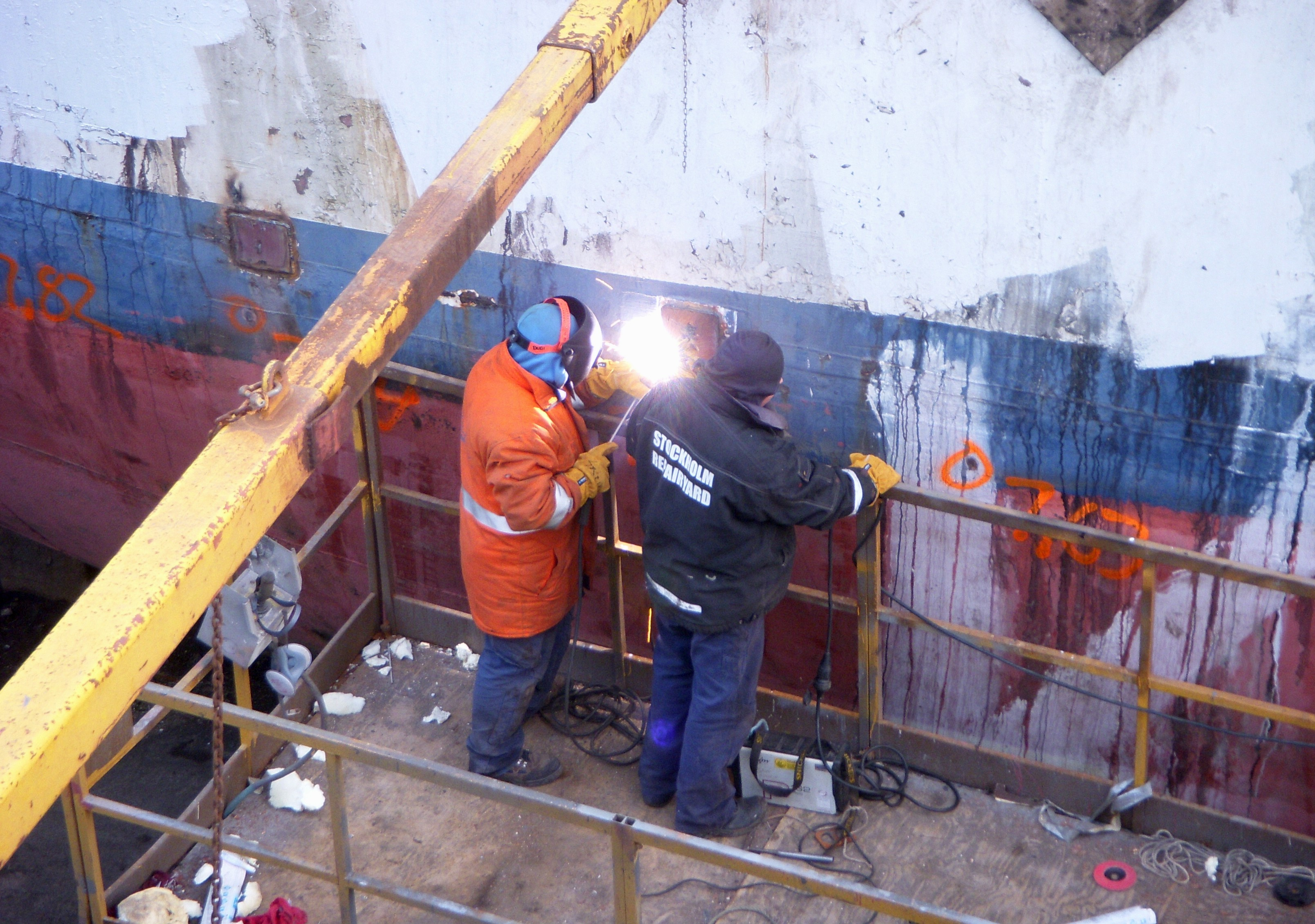
2011-12-06

Vid kaj i Narvik ommålad och omdöpt till Gamle Skogøy 2012

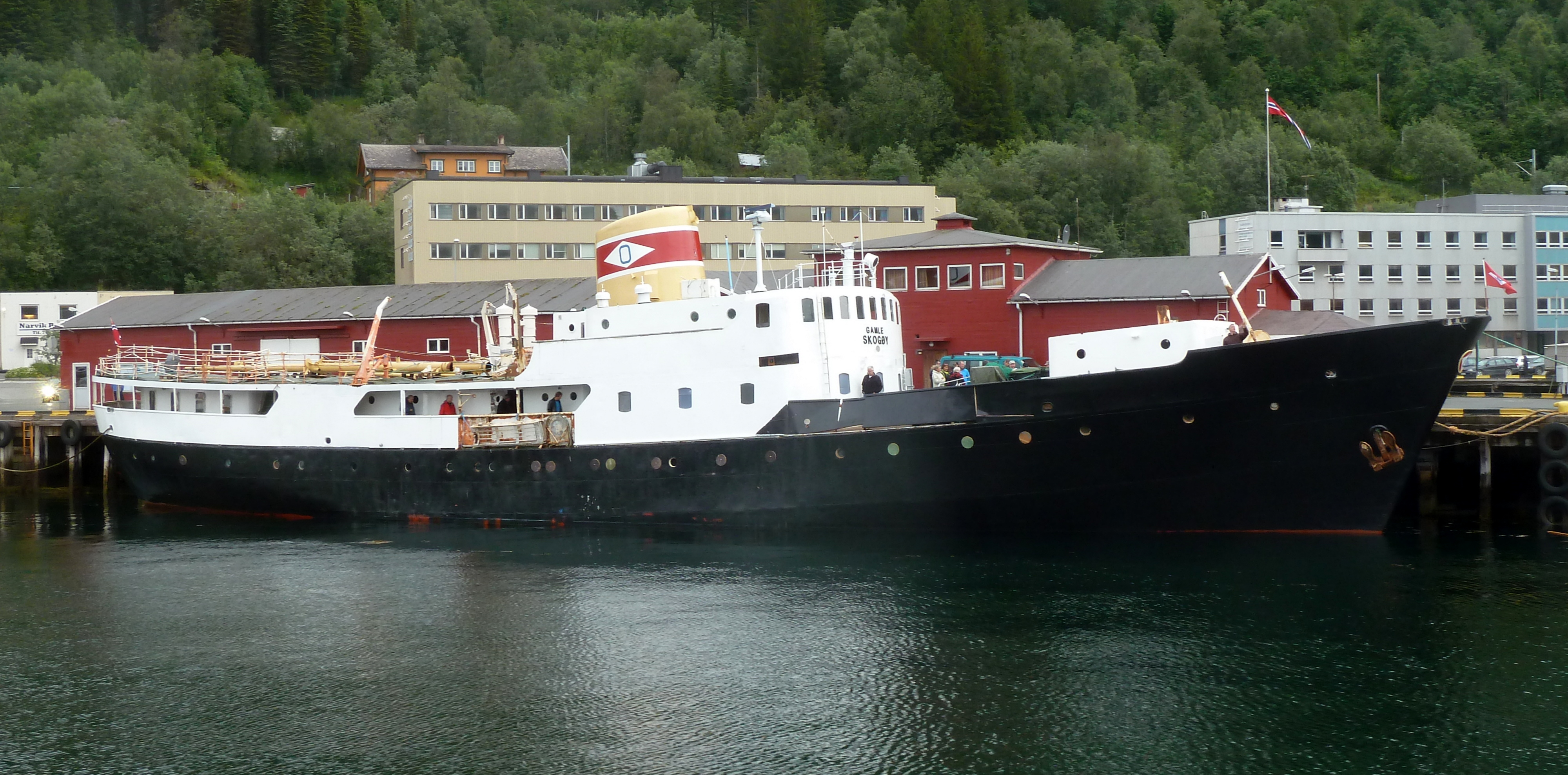
2012-07-24